# Vinfagertjärnen
Vinfagertjärnen är en sjö i Älvdalens kommun i Dalarna och ingår i Dalälvens huvudavrinningsområde. Sjön har en area på 0,0413 kvadratkilometer och ligger 676 meter över havet. Sjön avvattnas av vattendraget Vintagran.

## Delavrinningsområde
Vinfagertjärnen ingår i det delavrinningsområde (687083-135911) som SMHI kallar för Mynnar i Fjätan. Medelhöjden är 744 meter över havet och ytan är 18,67 kvadratkilometer. Det finns inga avrinningsområden uppströms utan avrinningsområdet är högsta punkten. Vintagran som avvattnar avrinningsområdet har biflödesordning 3, vilket innebär att vattnet flödar genom totalt 3 vattendrag innan det når havet efter 465 kilometer. Avrinningsområdet består mestadels av skog (66 procent) och kalfjäll (22 procent). Avrinningsområdet har 0,04 kvadratkilometer vattenytor vilket ger det en sjöprocent på 0,2 procent.